# Stigmaphyllon florosum
Stigmaphyllon florosum là một loài thực vật có hoa trong họ Malpighiaceae. Loài này được C.E. Anderson miêu tả khoa học đầu tiên năm 1986.